# Supergromada w Centaurze
Supergromada w Centaurze – supergromada galaktyk znajdująca się w gwiazdozbiorze Centaura. Jest to bezpośrednio sąsiednia gromada Supergromady Lokalnej, z którą jest połączona.
Najdalej oddaloną gromadą Supergromady w Centaurze jest Abell 3581 znajdująca się 300 milionów lat świetlnych od Ziemi. Natomiast w pobliżu Supergromady w Centaurze znajdują się dwie duże gromady należące do dwóch różnych supergromad: gromada w Hydrze (Abell 1060) oraz gromada w Węgielnicy (Abell 3627). W odległości 500 milionów lat świetlnych za Supergromadą w Centaurze znajduje się Supergromada Shapleya, jedna z największych i najgęstszych supergromad w odległości 1 miliarda lat świetlnych.
Supergromada w Centaurze wraz z Supergromadą Lokalną oraz Supergromadą w Hydrze mogą tworzyć jedną strukturę.
| Nazwa      | Rektascensja (J2000) | Deklinacja (J2000) | Redshift (z) | Odległość w mln ly | Klasa obfitości |
| ---------- | -------------------- | ------------------ | ------------ | ------------------ | --------------- |
| Abell 3526 | 12h 48m 54s          | -41° 18′ 00″       | 0,0102       | 140                | 1               |
| Abell 3565 | 13h 36m 42s          | -33° 58′ 00″       | 0,0111       | 155                | 0               |
| Abell 3574 | 13h 49m 12s          | -30° 18′ 00″       | 0,0148       | 205                | 0               |
| Abell 3581 | 14h 07m 30s          | -27° 01′ 00″       | 0,0218       | 300                | 0               |

| Nazwa                    | Rektascensja (J2000) | Deklinacja (J2000) | Redshift (z) | Odległość w mln ly |
| ------------------------ | -------------------- | ------------------ | ------------ | ------------------ |
| Grupa ESO 320-26         | 11h 51m 06s          | -38° 27′ 00″       | 0,0090       | 125                |
| Grupa NGC 4304 / IC 3253 | 12h 21m 00s          | -35° 10′ 00″       | 0,0083       | 115                |
| Grupa NGC 4373 / IC 3370 | 12h 27m 12s          | -39° 20′ 00″       | 0,0095       | 130                |
| Grupa NGC 4709           | 12h 49m 00s          | -41° 00′ 00″       | 0,0144       | 200                |
| Grupa ESO 507-25         | 12h 51m 00s          | -26° 30′ 00″       | 0,0101       | 140                |
| Grupa ESO 443-24         | 13h 01m 48s          | -32° 12′ 00″       | 0,0161       | 225                |
| Grupa NGC 4936           | 13h 04m 12s          | -30° 20′ 00″       | 0,0100       | 140                |
| Grupa ESO 508-19         | 13h 08m 06s          | -23° 44′ 00″       | 0,0091       | 125                |
| Grupa NGC 5011/5090      | 13h 15m 00s          | -43° 30′ 00″       | 0,0106       | 145                |
| Grupa NGC 5044           | 13h 15m 06s          | -16° 28′ 00″       | 0,0084       | 115                |
| Grupa NGC 5156/5064      | 13h 17m 54s          | -47° 15′ 00″       | 0,0093       | 130                |
| Grupa NGC 5152           | 13h 27m 00s          | -29° 42′ 00″       | 0,0135       | 185                |
| Grupa NGC 5419/5488      | 14h 06m 00s          | -33° 42′ 00″       | 0,0134       | 185                |

Grupy te posiadają od 10 do 20 jaśniejszych galaktyk.